# Curmătura Oltețului
Curmătura Oltețului (čti [kurmətura oltecului]) je poměrně hluboké horské sedlo oddělující pohoří Parâng a Căpățâni v Rumunsku. Nachází se v nadmořské výšce 1615 metrů, v jeho okolí je několik salaší a silnice sjízdná terénním vozem. Na jižním úbočí sedla pramení říčka Olteț, severní svahy strmě spadají k přehradě Petrimanu na řece Latorița. Sedlem prochází modrá turistická značka od vesnice Polovragi do osady Ciungetu a červená přecházející hlavní hřebenovku pohoří Parâng a Căpățâni.